# Haler
Haler (Limburgs: Haalder) is de jongste kern van de Nederlands-Limburgse gemeente Leudal. Een vroegere benaming voor Haler was Haerlo. Haler is in feite een samenvoeging van de oude gehuchten Haler en Uffelse en wordt daarom ook wel Haler-Uffelse genoemd.
Haler behoort sinds 1952 tot de vijf kernen tellende gemeente Hunsel. In 2007 werd de gemeente Hunsel samengevoegd met enkele andere gemeenten tot Leudal. Op 1 januari 2023 telde Haler 495 inwoners.
De huidige kern van Haler vormde zich onmiddellijk te zuiden van de in 1952 gereedgekomen kerk. In 1958 werd een dorpshuis geopend en in 1960 een lagere school.

## Bezienswaardigheden
- De Sint-Isidoruskerk, van 1952
- De Uffelse Molen, een watermolen
- De Sint-Antoniuskapel, bij de watermolen
- De Kruiskapel of Sint-Bernarduskapel
- De Sint-Remigiuskapel
- De Aerekapel

## Natuur en landschap

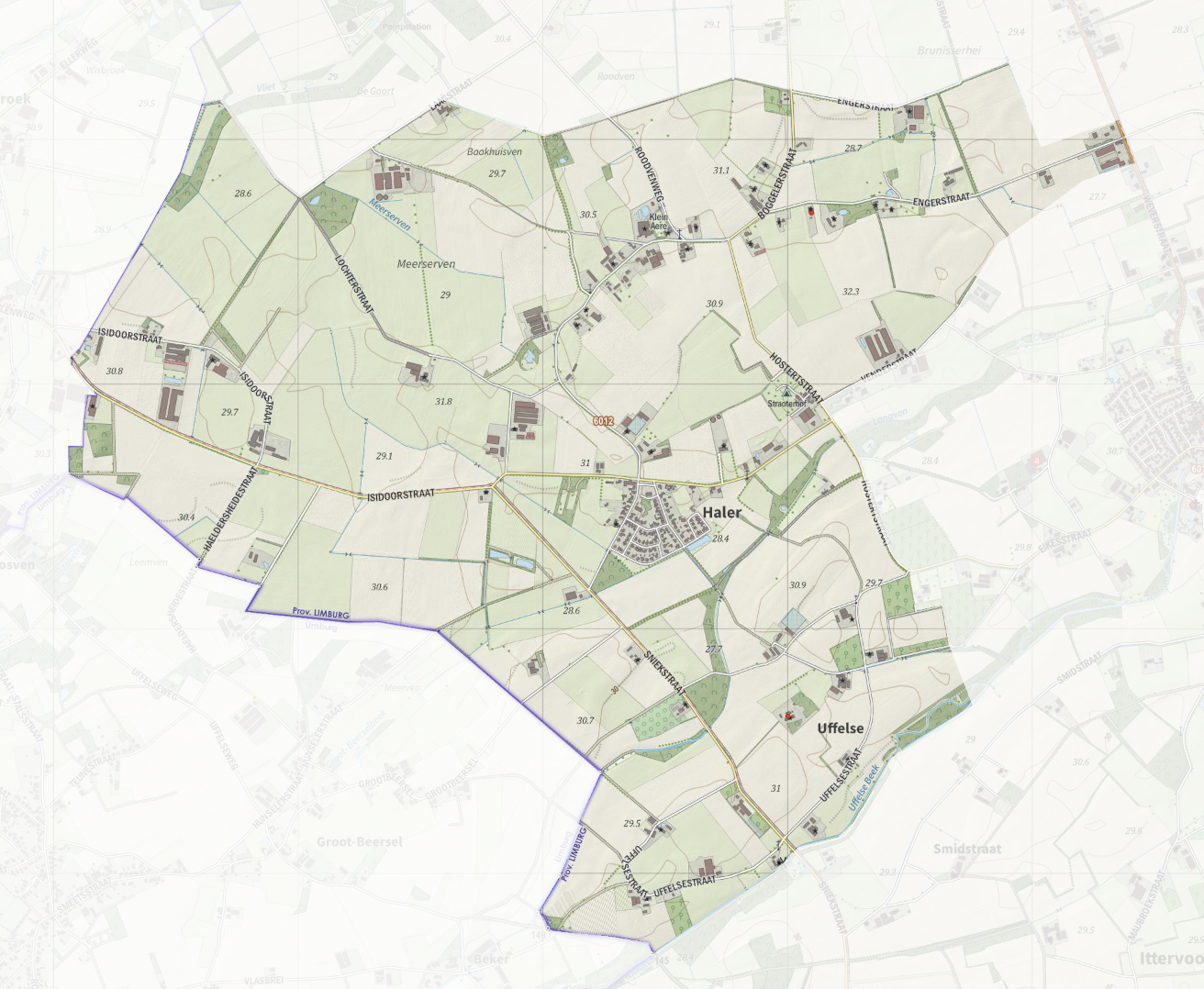
Kaart van Haler (2022)

Haler ligt in een landbouwgebied op een hoogte van ongeveer 31 meter. Hier stromen een aantal waterlopen in noordoostelijke richting: Grote Renne, Groot Beerselbeek, Kleine Renne, Langven. Deze komen uiteindelijk samen in de Tungelroyse Beek. Verder naar het zuidoosten ligt de Uffelse Beek, die ten zuiden van Uffelse naar Hunsel loopt en verder.

## Nabijgelegen kernen
Stramproy, Hunsel, Ell, Molenbeersel, Kelpen-Oler
| Stramproy        |        |           |  | Ell        |
|                  |        |           |  |            |
|                  | Hunsel |           |  |            |
|                  |        |           |  |            |
| Molenbeersel (B) |        | Neeritter |  | Ittervoort |

Dorpen: Baexem · Buggenum · Ell · Grathem · Haelen · Haler · Heibloem · Heythuysen · Horn · Hunsel · Ittervoort · Kelpen-Oler · Neer · Neeritter · Nunhem · Roggel

Buurtschappen: Aan de Bergen · Aan het Broek · Achter het Klooster · Asbroek · Beekkant · Berik · Blenkert · Brumholt · Caluna · Castert · De Horck · Dries · Eiland · Eind · Ellerhei · Gendijk · Geneijgen · Gerhegge · Haelense Broek · Hanssum · Heiakker · Heide (Heythuysen) · Heide (Roggel) · Heioord · Heugde · Hoek · Hollander · Hoogschans · Hoogstraat · De Horck · Kappert · Karreveld · Keizerbos · Kinkhoven · Laak · Maxet · Mortel · Nijken · Op de Bos · Ophoven · Overhaelen · Roligt · Santfort (deels) · Schaapsbrug · Schans (Ell) · Schans (Roggel) · Schillersheide · Smidstraat · Strubben · Uffelse · Venne · Vestjenshoek · Vlaas · Waije

Voormalige gemeenten: Haelen · Heythuysen · Hunsel · Roggel en Neer

Limburg: Steden en dorpen      Nederland: Provincies · Gemeenten